# ムーディー線図

ムーディー線図。様々な相対粗さでのレイノルズ数に対し摩擦損失係数がプロットされている

ムーディー線図（ムーディーせんず、英: Moody chart、もしくはMoody diagram）は流体力学において用いられるグラフであり、円管内の十分に発達した流れにおける摩擦損失係数、レイノルズ数、及び相対粗度の3つの無次元数を関係付けたものである。円管内での水圧低下（圧力損失）や流量の減少を求めるのに用いられる。ルイス・フェリー・ムーディーが1944年に摩擦損失係数を図表化し、今日ムーディー線図として知られている。

## 概要
ムーディー線図は水圧低下ΔP（または 損失水頭hf）を求めるために利用される。損失水頭はダルシー・ワイスバッハの式を用いて計算することができる：
{\displaystyle {h_{\mathrm {f} }=f{\frac {l}{d}}{\frac {V^{2}}{2\,g}}}}
水圧低下は次のようにも記述される：
{\displaystyle \Delta P=\rho gh_{\mathrm {f} }=f{\frac {\rho V^{2}}{2}}{\frac {l}{d}}}
- ρ : 流体の密度 [kg/m3]
- V : 流体の平均速度 [m/s]
- f : 摩擦損失係数[無次元]
- l : 配管の長さ[m]
- d : 配管の直径[m]

（単位は SI による例）
原図は様々な相対粗度と流れ領域でのレイノルズ数に対しダルシー・ワイスバッハの式の摩擦損失係数をプロットしている。相対粗度は配管内の平均粗度εと配管の直径dの比、すなわちε/d と定義される。
ムーディー線図は2つの流れ領域である層流及び乱流に分けることができる。層流領域においては、摩擦損失係数はポアズイユにより解析的に求められ、f = 64/Re とされている。この領域では粗度は考慮する必要はない。乱流領域においては、摩擦損失係数とレイノルズ数の関係は複雑であり、陰方程式であるコールブルックの式により決定される：
{\displaystyle {\frac {1}{\sqrt {f}}}=-2\log _{10}\left({\frac {\varepsilon /d}{3.7}}+{\frac {2.51}{{Re}{\sqrt {f}}}}\right)}